# Parmelinella manipurensis
Parmelinella manipurensis är en lavart som först beskrevs av Kr. P. Singh, och fick sitt nu gällande namn av Elix & Hale. Parmelinella manipurensis ingår i släktet Parmelinella och familjen Parmeliaceae.   Inga underarter finns listade i Catalogue of Life.